# Roberto Romanini
Roberto Romanini (Turín, 11 de abril de 1966) es un deportista italiano que compitió en remo. Ganó cinco medallas en el Campeonato Mundial de Remo entre los años 1989 y 1995.

## Palmarés internacional
| Campeonato Mundial | Campeonato Mundial            | Campeonato Mundial | Campeonato Mundial      |
| Año                | Lugar                         | Medalla            | Prueba                  |
| ------------------ | ----------------------------- | ------------------ | ----------------------- |
| 1989               | Bled (Yugoslavia)             | Medalla de oro     | Ocho con timonel ligero |
| 1990               | Tasmania (Australia)          | Medalla de oro     | Ocho con timonel ligero |
| 1991               | Viena (Austria)               | Medalla de oro     | Ocho con timonel ligero |
| 1994               | Indianápolis (Estados Unidos) | Medalla de bronce  | Ocho con timonel ligero |
| 1995               | Tampere (Finlandia)           | Medalla de bronce  | Ocho con timonel ligero |